# Шелихин, Владимир Алексеевич
Владимир Алексеевич Шелихин  (бел. Уладзімір Аляксеявіч Шаліхін); 21 января 1930, Гомель — 1 сентября 2002, Минск) — советский и белорусский пианист, диктор радио и телевидения, ведущий концертов.

## Биография
Родился 21 января 1930 года в Гомеле в семье рабочего стеклозавода и домохозяйки. В 1937 году отец был обвинён в троцкизме и осуждён на три года. После освобождения с началом войны был мобилизован и погиб на фронте.
Маленький Володя впервые исполнил песню «О моё солнце» ещё в три года, перед домашними и соседями. Во время и после войны выступал в военных госпиталях перед раненными бойцами.
В 1951 году окончил Гомельское музыкальное училище по классам вокала, фортепиано и хорового дирижирования. На выпускных экзаменах по фортепиано присутствовал известный советский и белорусский композитор Владимир Владимирович Оловников, который предложил молодому музыканту поступать в Белорусскую государственную консерваторию, куда он и поступил в классы фортепиано и вокал. Имея природный звучный и приятный голос, Владимир Алексеевич пробовал себя в качестве диктора на Гомельском радио, а после окончания консерватории попросил направить его на Белорусское радио в Минске. Там он и стал диктором с 1952 года. Был учеником у таких мастеров как Любовь Ботвинник и Илья Курган.
С 1956 года также начинает работать на только что образованном Белорусском телевидении. Кроме работы диктора вёл различные теле- и радиопередачи: «Какая ты, музыка?», был ведущим концерта по заявкам «Друзьям дорогим», «Я из 70-х», «Вахта урожая», «Живут среди нас герои», «Наша почта», «Киноафиша», «Камертон», «Октава», «Танцуйте с нами», «О музыке от А до Я» и другие. В 1970-х годах стал одним из основных дикторов «Панарамы навін» (аналог московской программы «Время» на Белорусском телевидении). В 70-90-х годах, так же, был ведущим концертов в Белорусской государственной филармонии. За это время провёл более 11-тысяч концертов.
Являлся автором книги «Сердце помнит» изданной в 2000-м году о выдающихся деятелях культуры XX столетия которых знал лично и поддерживал дружеские отношения.
Народного артиста БССР или Белоруссии так и не получил, хотя стал по-настоящему народным деятелем культуры Республики.
Скончался 1 сентября 2002 года в Минске.

### Личная жизнь
С 1958 года жил в гражданском браке с диктором Лилией Стасевич.